# Phytoecia comes
Phytoecia comes es una especie de escarabajo longicornio del género Phytoecia, subfamilia Lamiinae. Fue descrita científicamente por Bates en 1884.
Se distribuye por China, Japón, Birmania, Corea del Norte, Corea del Sur y Vietnam.

## Subespecies
- Phytoecia comes comes Bates, 1884
- Phytoecia comes amoena Gahan, 1894
- Phytoecia comes formosa (Schwarzer, 1925)
- Phytoecia comes zetschuanica Breuning, 1967